# La Neuveville-devant-Lépanges
La Neuveville-devant-Lépanges és un municipi francès, situat al departament dels Vosges i a la regió del Gran Est. L'any 2007 tenia 432 habitants.

## Demografia

### Població
El 2007 la població de fet de La Neuveville-devant-Lépanges era de 432 persones. Hi havia 149 famílies, de les quals 24 eren unipersonals (12 homes vivint sols i 12 dones vivint soles), 39 parelles sense fills, 74 parelles amb fills i 12 famílies monoparentals amb fills.
La població ha evolucionat segons el següent gràfic:
Habitants censats

### Habitatges
El 2007 hi havia 205 habitatges, 160 eren l'habitatge principal de la família, 16 eren segones residències i 29 estaven desocupats. 191 eren cases i 14 eren apartaments. Dels 160 habitatges principals, 140 estaven ocupats pels seus propietaris, 16 estaven llogats i ocupats pels llogaters i 4 estaven cedits a títol gratuït; 1 tenia dues cambres, 18 en tenien tres, 37 en tenien quatre i 104 en tenien cinc o més. 103 habitatges disposaven pel capbaix d'una plaça de pàrquing. A 55 habitatges hi havia un automòbil i a 92 n'hi havia dos o més.

### Piràmide de població
La piràmide de població per edats i sexe el 2009 era:
| Homes | Edats   | Dones |
| ----- | ------- | ----- |
| 0     | 95 o +  | 0     |
| 4     | 90 a 94 | 0     |
| 0     | 85 a 89 | 4     |
| 4     | 80 a 84 | 4     |
| 8     | 75 a 79 | 12    |
| 8     | 70 a 74 | 8     |
| 8     | 65 a 69 | 0     |
| 8     | 60 a 64 | 8     |
| 12    | 55 a 59 | 8     |
| 20    | 50 a 54 | 12    |
| 24    | 45 a 49 | 4     |
| 4     | 40 a 44 | 16    |
| 20    | 35 a 39 | 16    |
| 4     | 30 a 34 | 8     |
| 12    | 25 a 29 | 4     |
| 4     | 20 a 24 | 8     |
| 8     | 15 a 19 | 12    |
| 28    | 10 a 14 | 8     |
| 12    | 5 a 9   | 4     |
| 8     | 0 a 4   | 8     |

## Economia
El 2007 la població en edat de treballar era de 267 persones, 206 eren actives i 61 eren inactives. De les 206 persones actives 195 estaven ocupades (115 homes i 80 dones) i 11 estaven aturades (4 homes i 7 dones). De les 61 persones inactives 32 estaven jubilades, 13 estaven estudiant i 16 estaven classificades com a «altres inactius».

### Ingressos
El 2009 a La Neuveville-devant-Lépanges hi havia 172 unitats fiscals que integraven 458 persones, la mediana anual d'ingressos fiscals per persona era de 16.918 €.

### Activitats econòmiques
Dels 7 establiments que hi havia el 2007, 3 eren d'empreses de construcció, 1 d'una empresa de transport, 1 d'una empresa d'informació i comunicació, 1 d'una empresa de serveis i 1 d'una empresa classificada com a «altres activitats de serveis».
Dels 3 establiments de servei als particulars que hi havia el 2009, 1 era un paleta, 1 guixaire pintor i 1 lampisteria.
L'any 2000 a La Neuveville-devant-Lépanges hi havia 13 explotacions agrícoles que ocupaven un total de 721 hectàrees.

## Equipaments sanitaris i escolars
El 2009 hi havia 2 escoles elementals.

## Poblacions més properes
El següent diagrama mostra les poblacions més properes.